# Signalhaltmelder
Ein Signalhaltmelder ist eine Einrichtung zur Überwachung und Anzeige der Stellung eines Hauptsignals der Eisenbahn und kommt auf zwei verschiedenen Arten vor:
1. als Element im Stellwerk
2. als Lichtsignal im Zugleitbetrieb

Erstere Variante hat fast ausschließlich in mechanischen Stellwerken Bedeutung und ist in Relais- und elektronischen Stellwerksbauarten kein eigenständiges Element mehr. Letztere Variante ist eine neuzeitliche Entwicklung im Bereich elektronischer Stellwerke.

## Element im Stellwerk

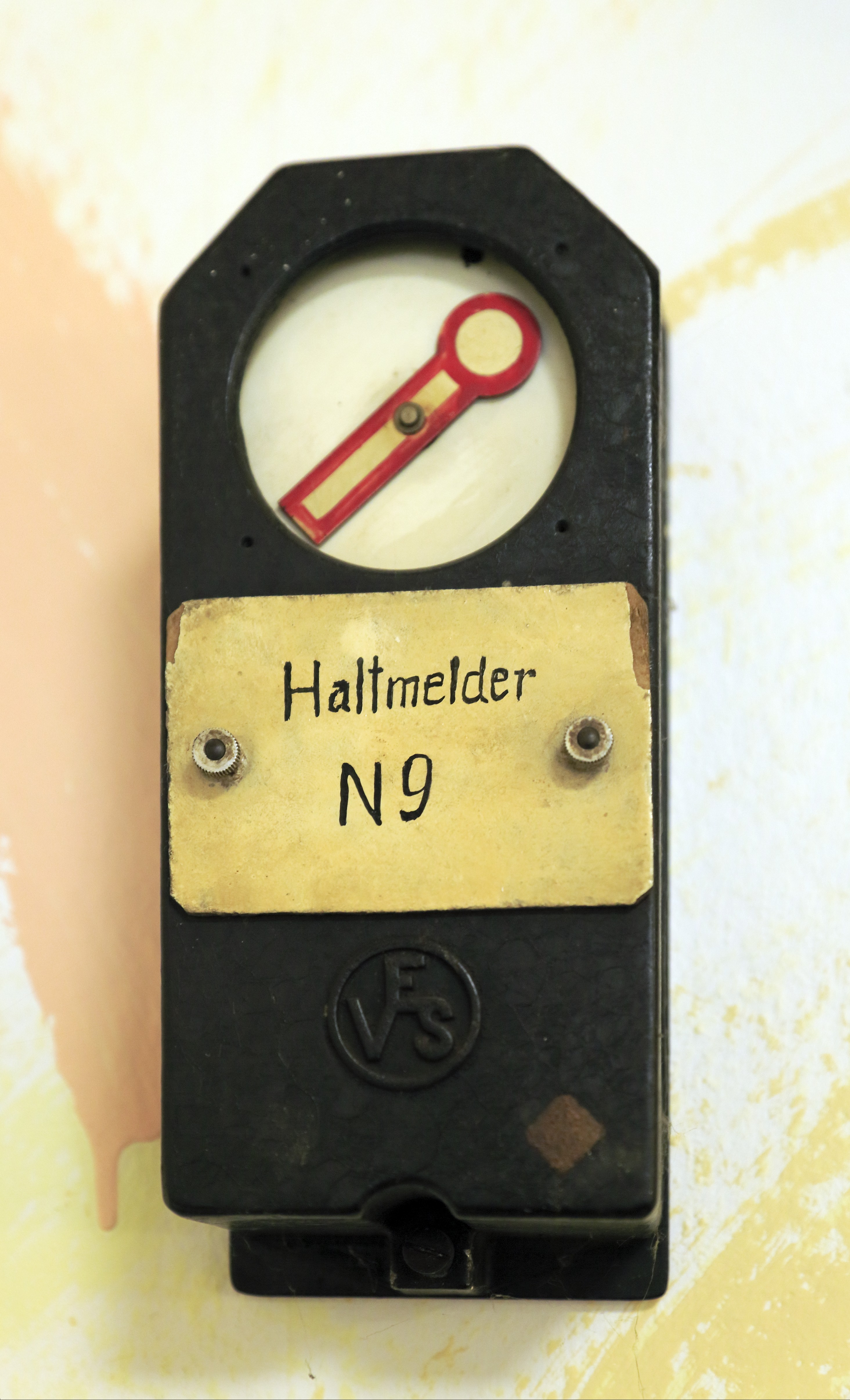
Signalhaltmelder (Einheitsbauform VES)

In mechanischen Stellwerken ist der Signalhaltmelder eine Überwachungseinrichtung mit einem Relais, um dem Fahrdienstleiter oder Stellwerksmeister die Stellung eines Formsignals, insbesondere Einfahr- und Blocksignals, zurückzumelden und die Haltlage zu überwachen. Der Haltmelder wird mit Ruhestrom betrieben und über einem Signalflügelkontakt des ersten Flügels angesteuert, der bei 10° Flügelstellung öffnet; das heißt, nur bei haltzeigendem Signal und einwandfreier Leitung liegt im Stellwerk eine Spannung an (Fail-Safe). Neben der Rückmeldung an den Fahrdienstleiter dient er der Freigabe der Verschlussmechanik für andere Fahrstraßenelemente. Zusätzlich sind die überwachte Haltlage des Einfahrsignals sowie der Warnstellung eines elektrisch gestellten Form- oder Lichtvorsignals Voraussetzungen für den Rückblock.
In der ursprünglichen, elektromechanischen Form ist ein Haltmelder ein VES-Magnetschalter, der mehrere Kontakte enthält und zusätzlich eine Anzeige in Form eines Signalflügels bewegt, um so die Stellung des Signalflügels nachzuahmen. Im spannungslosen Zustand steht dieser Flügel in 45°-Stellung. Einer der Öffner ist ein Sparkontakt, der wegen der Speisung aus der kleinen 12-V-Stellwerksbatterie in angezogener Stellung einen 60-Ω-Widerstand in den Stromkreis einschaltet, um den Stromfluss zu begrenzen. Wenn die Stellung des Signalhebels und des Haltmelders nicht übereinstimmen, ertönt ein Störungswecker. Bei Stellwerken mit halbautomatischem sächsischen Bahnhofsblock ist der nachgebildete Signalflügel in der Regel nur ein roter Balken. Sächsische Haltmelder enthalten für die Aufrechterhaltung der Funktion des Bahnhofsblockes zusätzlich eine versiegelte und feststellbare Hilfstaste. Diese bewegt nur die Kontakte. Im gedrückten Zustand erscheint am unteren Rand des Sichtfeldes ein rotes Dreieck. Beim Einsatz dieser Haltmelder in Stellwerken mit Einheitsbahnhofsblock wird die Hilfstaste vernietet. Die Deutsche Bundesbahn rüstete viele mechanische Stellwerke mit optischen Signalhaltmeldern nach, die in Form einer rot leuchtenden Lampe mit weiteren Anzeige- und Bedienelementen (unter anderem für das Ersatzsignal) in einem gemeinsamen Gehäuse untergebracht sind. Die Schaltungen von elektrisch gestellten Formsignalen enthalten Relais für die Haltmelderfunktion. Bei Lichtsignalen erfüllen die Rotüberwacher die Haltmelderfunktion mit, fallweise werden Sammelrelais für Haupt- und Ersatzrot verwendet. Die Warnstellung von Lichtvorsignalen wird auf gleiche Weise überwacht, allerdings erfordern Vorsignale mit gelbem Blinklicht ein zusätzliches Relais für die Gelbüberwachung.
Das Gegenstück zum Signalhaltmelder ist der Signalfahrtmelder. Er wird zur Rückmeldung der Stellung von Signalen, die vom Stellwerk aus nicht sichtbar sind, aber keine stellungsabhängigen Schaltfunktionen auslösen müssen, verwendet. Signalfahrtmelder arbeiten nach dem Arbeitsstromprinzip, sie werden von einem Schließerkontakt eines Flügelstromschließers oder einem gleichartigen Kontakt einer Flügelkupplung geschaltet, der bei 35° Flügelstellung schließt. Sie enthalten keine Kontakte. Signalfahrtmelder werden auch benutzt, um einer Aufsicht, die Abfahraufträge erteilen soll, die Stellung von weiter entfernt stehenden Ausfahrsignalen, die nicht in jedem Fall sicher erkannt werden können, anzuzeigen. Für Schaltvorgänge, die von der Fahrtstellung von Signalen abhängen, wie die Hochsteuerung eines rückgelegenen Signals, die Ansteuerung eines Ausfahr- oder elektrisch gestellten bzw. Lichtvorsignals, werden auf gleiche Weise angeschaltete Relais eingesetzt.

## Lichtsignal im Zugleitbetrieb

Signalhaltmelder (Schema)

Der Signalhaltmelder ist ein Lichtsignal, das sich am gewöhnlichen Halteplatz eines Zuges, also meist auf oder an Bahnsteigen befindet. Sie werden auf Bahnhöfen mit elektronischem Stellwerk aufgestellt, an denen eine Zugleitstrecke endet, wenn der Fahrdienstleiter des Bahnhofs nicht gleichzeitig der Zugleiter ist. Es zeigt dem Zugführer eines eingefahrenen Zuges, dass das Einfahrsignal, das dieser passiert hat, auf Halt zurückgefallen ist. Dargestellt wird ein stilisiertes, haltzeigendes Formsignal; andernfalls ist der Melder dunkel geschaltet. Um Verwechselungen auszuschließen, werden Signalhaltmelder mit demselben Signalbezeichnungsschild wie das dazugehörende Einfahrsignal ausgerüstet. 

Der Signalhaltmelder wurde im Rahmen der Bedienschnittstelle ESTW–ZLB eingeführt und ist kein Eisenbahnsignal gemäß Eisenbahn-Signalordnung, sondern ein Orientierungszeichen. Im Regelwerk der Deutschen Bahn ist der Signalhaltmelder seit 2011 im Modul 436.0001Z01 der Ril 436 (Zug- und Rangierfahrten im Zugleitbetrieb durchführen) und ab Dezember 2020 im Modul 301.9001 (Orientierungszeichen) der Ril 301 (Signalbuch) beschrieben.

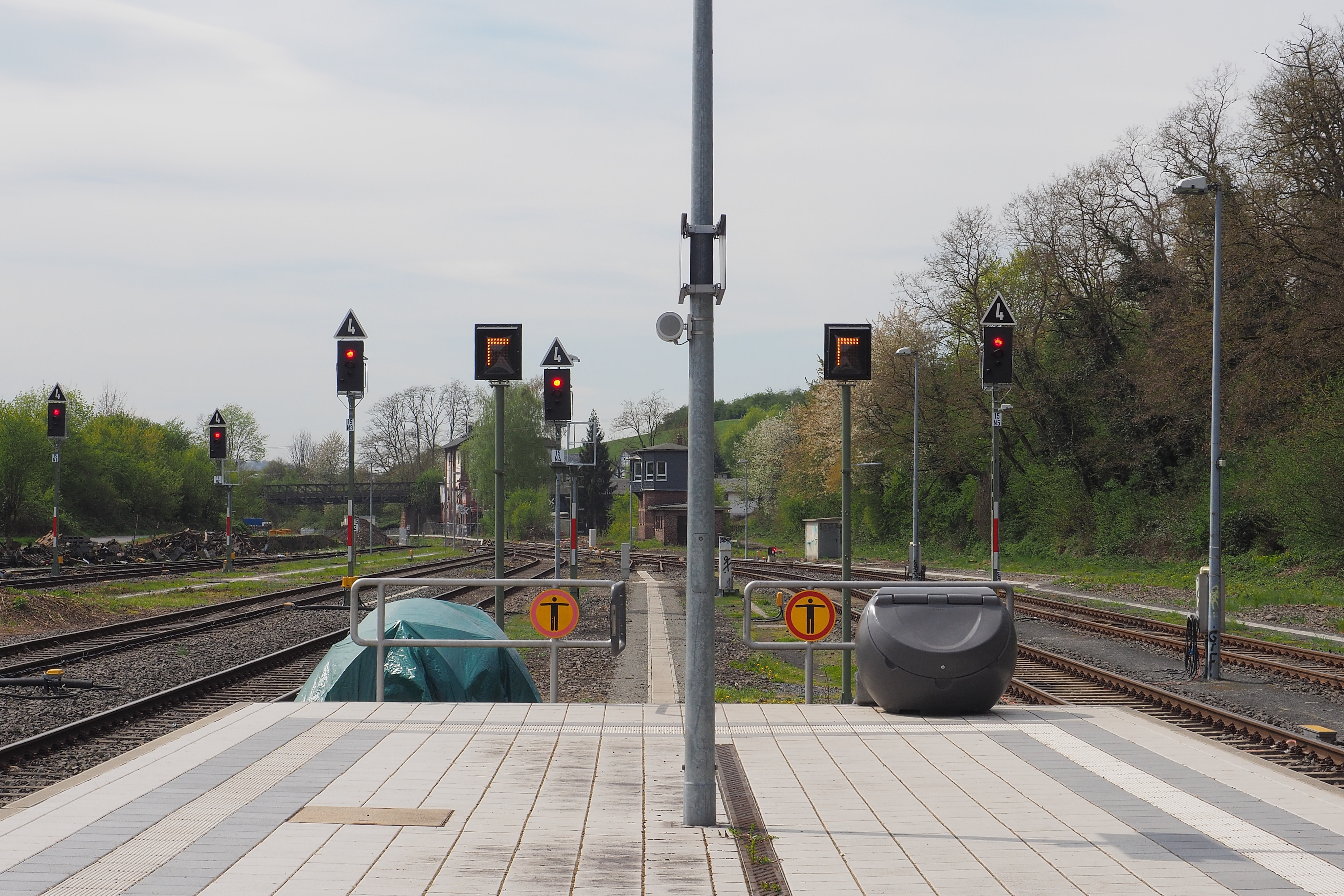
Signalhaltmelder im Bahnhof Nidda, das rückliegende Einfahrsignal von der Strecke Beienheim–Nidda zeigt den Haltbegriff.

### Hintergrund
Ist ein Zug im Bahnhof am Ende der im Zugleitbetrieb befahrenen Strecke angekommen, muss der Zugleiter eine Ankunftsmeldung erhalten, um zu wissen, dass die Strecke vollständig geräumt ist. Dazu gibt der Zugführer dem Fahrdienstleiter zunächst eine Zugvollständigkeitsmeldung. Dieser wiederum ergänzt dies um die Information, dass das Einfahrsignal wieder Halt zeigt, und gibt diese Ankunftsmeldung an den Zugleiter – etwa in einem Unterwegsbahnhof oder am anderen Streckenendpunkt – weiter.
Diese vergleichsweise umständliche Kommunikation wird durch einen Signalhaltmelder vereinfacht. Er bestätigt dem Zugführer die Haltstellung des Einfahrsignals sowie, dass kein Ersatzsignal oder Vorsichtsignal angeschaltet ist, sodass der Zugführer die Ankunftsmeldung direkt an den Zugleiter geben kann. Damit werden Fahrdienstleiter insbesondere in Betriebszentralen entlastet.